# Dietmar Kühbauer
Dietmar Kühbauer (Heiligenkreuz, 1971. április 4. –), osztrák válogatott labdarúgó, edző.
Az osztrák válogatott tagjaként részt vett az 1998-as világbajnokságon.

## Sikerei, díjai

### Játékosként
Rapid Wien
- Osztrák bajnok (1): 1995–96
- Osztrák kupa (1): 1994–95

Admira Wacker
- Osztrák szuperkupa (1): 1989

### Edzőként
Admira Wacker
- Osztrák másodosztályú bajnok (1): 2010–11

Wolfsberger
- Osztrák kupa (1): 2024–25